# Bill Green (labdarúgó)
Bill Green (Newcastle, 1950. december 22. – 2017. augusztus 21.) angol labdarúgó, hátvéd, edző.

## Pályafutása

### Játékosként
1969 és 1973 között a Hartlepool United, 1973 és 1976 között a Carlisle United, 1976 és 1978 között a West Ham United játékosa volt. Az 1978–79-es idényben a Peterborough United csapatában szerepelt. 1979 és 1983 között a Chesterfield labdarúgója volt. Az 1979–80-as idényben a harmadosztályban az év csapatába (PFA Team of the Year) választották be. Az 1983–84-es idény végén a Doncaster Rovers játékosaként vonult vissza az aktív labdarúgástól.

### Edzőként
1991 és 1993 között a Scunthorpe United, 1994 és 1996 között a Buxton vezetőedzőjeként tevékenykedett. 2002-ben egy mérkőzésre a Sheffield Wednesday ideiglenes vezetőedzője volt.

## Sikerei, díjai
- Az év csapata (PFA): 1979–80 (harmadosztály)